# Morgann LeLeux
Morgann LeLeux (ur. 14 listopada 1992) – amerykańska lekkoatletka specjalizująca się w skoku o tyczce.
Piąta zawodniczka mistrzostw świata juniorów młodszych w Bressanone (2009). Dwa lata później zdobyła złoto na panamerykańskim czempionacie juniorów w Miramar.
Medalistka mistrzostw NCAA.
Rekordy życiowe: stadion – 4,70 (26 czerwca 2021, Eugene); hala – 4,70 (21 lutego 2020, Baton Rouge).

## Osiągnięcia
| Rok  | Impreza                               | Miejsce    | Pozycja    | Wynik |
| ---- | ------------------------------------- | ---------- | ---------- | ----- |
| 2009 | Mistrzostwa świata juniorów młodszych | Bressanone | 5. miejsce | 4,00  |
| 2011 | Mistrzostwa panamerykańskie juniorów  | Miramar    | 1. miejsce | 4,15  |
| 2021 | Igrzyska olimpijskie                  | Tokio      | –          | NH    |